# Marie Wegener
Marie Wegener (Duisburg, 6 luglio 2001) è una cantante e personaggio televisivo tedesca, vincitrice della quindicesima edizione del programma televisivo Deutschland sucht den Superstar.
È stata inoltre la più giovane vincitrice del programma, la seconda vincitrice minorenne e la quarta vincitrice femminile. La sua canzone che le ha fatto vincere il programma Königlich, è stata prodotta da Dieter Bohlen. Nel 2013, ha preso parte alla prima stagione della versione tedesca di The Voice Kids, ma in seguito è stata eliminata.

## Discografia

### Album in studio
- 2018 – Königlich
- 2019 – Countdown

### Singoli
- 2011 – Christmas Morning
- 2017 – Ich wohne in deinem Herzen
- 2018 – Königlich